# زوله (دالاهو)
زوله (دالاهو)، روستایی از توابع بخش گهواره شهرستان دالاهو در استان کرمانشاه ایران است.

## جمعیت
این روستا در دهستان گورانی قرار دارد و براساس سرشماری مرکز آمار ایران در سال ۱۳۸۵، جمعیت آن ۴۵ نفر (۸خانوار) بوده‌است.